# Pausanias (spartansk general)
Pausanias var en spartansk general som också blev Spartas regent efter att hans farbror kung Leonidas I stupat i slaget vid Thermopyle 480 f.Kr. Pausanias ledde de grekiska stadsstaternas här till seger mot Persiska riket i slaget vid Plataiai 479 f.Kr. Året efter erövrade han Cypern och Byzantion, men blev misstänkt för att ha konspirerat med perserna.
Efter misstankar om konspirationer för att överta makten i Sparta genom att inleda ett uppror bland heloterna i staden tog Pausanias år 477 f.Kr. sin tillflykt till akropolens Athenatempel, det så kallade Bronshuset (Athena Chalkioikos), för att undgå att bli gripen. Fristaden respekterades, men spartanerna byggde en mur runt den och lät Pausanias svälta ihjäl.